# Österreichische Kaiserhymnen/Fassungen in anderen Sprachen
Diese Seite ist eine Unterseite des Artikels Österreichische Kaiserhymnen.

## Furlanisch
Giovanni Luigi Filli verfasste im Jahr 1856 eine furlanische Version der Volkshymne, den ‚Chiant Popolar‘. Möglicherweise handelte es sich hierbei jedoch nicht um eine offizielle Übersetzung wie im Fall der anderen Sprachen.
1. Dio mantegni d’Austria il Regno,

Uardi il nostri Imperatòr!

Nela fede – a Lui sostegno –

Nus guviarni cun amòr.

Difindìn chel diadema

Che la front circonda al GRAND

Ciarz, che l’Austria no trema

Sin che Absburgo le al comand.

2. Cun pietàt a fuarza unida

Sostignìn lis lez del Stat;

Sei speranza nostra guida

Quand che il nostri braz combàt.

Sì! – pensand ala vitoria

Che nus spieta – vulintir

Bens e vita par la gloria

Ualìn dà del nostri Sir!

3. Del’industria al’opulenza

Sein tutela i boins soldàz

E i mistirs, lis arz, la scienza

Sein d’aloro coronàz.

Benedis, o Cil! la tiara

Che noaltris abitìn,

E, o soreli! tu risclara

Simpri d’Austria il faust destin.

4. La concordia nus unissi

Che la fuarza ja in ta man

Grandis chiossis van compissi

Se d’acordo dug saràn.

Fradis siin e atòr a un perno

Zirin ment e nostri amòr;

Duri chist biel Regno eterno:

Salvi Dio l’Imperatòr!

## Hebräisch
| Übersetzung von Simon Bacher, 1873 (1854 Fassung) 1. יגן, יעזור, ינצור, יחונן אל מלכנו וארצנו, עוז אמונתו כסאו יכונן, וחכמת ידיו תנחנו; נזר אבותיו נשמרה יחד תמיד מול כל הקמים, עסטרייך והבסבורג מבלי כחד, חבורים הם כל הימים. 2. תמימי לבב נפש נחרף, בעד צדקות ומשרים, ובתקות עוז נחגור חרב, בעת הרשע ראש ירים: כמו בימים צבאותינו ענדו למו זר תהילה, נתנה נפש בעד מלכנו, בעד ארצנו בלב-גילה. 3. בטח בין החומותיים, ידי הלוחמים יגינו, על כל אשר בעמל כפים, מדע והשכל הכינו; ברכה תהיה מנת הארץ, ובברכתה תהילתה; שלום-אל סביבה מבלי פרץ, ובאור שמש שלוותה! 4. בקשר אמיץ נתחברה, כי בחבר גם העוז. יהיה הכבד קל במהרה, אם יתאחדו הכוחות, מטרת קודש לעינינו, בחבלי אחוה מאולמים, עוז למלך, עוז לארצנו, עסטרייך יעמוד לעולמים. 5. רבת יופי חן וחנינה, תשב מלכה בצדהו, עדנת נפש לא הזקינה בנועם והדר תעטרהו. יברך אל רוחה הרחבה, חסדו יהי לה חומה וחיל; יחי פראנץ יאזעף ואלישבע וכל בית הבסבורג יברך אל | Transkription (in sephardischer Aussprache): 1. Jagen, ja'asor, jinzor, jechonen, El malkenu we-arzenu o's emunato kiseo jecohnen we-hokhmat jadaw tankhenu; neser awotaw nischmra jachad tamid mul kol hakamim, Estrajkh we-Habsburg mibli kachad, khavurim hem kol ha-jamim. 2. Tmimei lew nefesch nekharef be'ad zdakot u-mescharim u-we-tikwat os nakhgor kherew be-et ha-rescha rosch jarim kmo ba-jamim ziw'otejnu a'ndu lamo ser tehila nitna nefesch be'ad malkenu be-ad arzenu be-lew-gila 3. Betach bejn ha-khomotajim jdei ha-lokhamim jaginu al kol ascher be-amal kapajim mada we-haskel hekhinu; brakha tihje menat ha-arez u-we-wirkhata tehilata: schlom-El swiwa mibli perez u-we-or schemesh shalwata! 4. Be-kescher amiz nitkhabera ki be-khewer gam ha-os jehi ha-kawed kal bi-m'hera im jit'achdu ha-kokhot matrat kodesch le-ejnejnu be-khawlej akhwah meulamim os la-melech, os le-arzenu Estrajkh ja'amod le-olamim 5. Rabat jofi khen ve-khanina teschew malka be-zidehu adnat nafscha lo hiskinah be-noam we-hadar te'atrehu jewarech el rukha ha-rekhawa khasdo jehi la khoma we-khejl jehi Franz Josef we-Elischwa we-khol bejt Habsburg jewarch El |

## Italienisch
Die italienische Fassung der Volkshymne war als Inno Popolare bekannt, was ebenfalls „Volkshymne“ bedeutet. Sie wurde nach ihren Anfangsworten auch Serbidíola genannt.
1. Serbi Dio l’austriaco regno

Guardi il nostro imperator!

Nella fé che gli è sostegno

Regga noi con saggio amor!

Difendiamo il serto avito

Che gli adorna il regio crin

Sempre d’Austria il soglio unito

Sia d’Asburgo col destin.

2. Pia difesa e forte insieme

Siamo al dritto ed al dover;

E corriam con lieta speme

La battaglia a sostener!

Rammentando le ferite

Che di lauri ci coprir;

Noi daremo beni e vite

Alla patria, al nostro Sir.

3. Dell’industria a’ bei tesori

Sia tutela il buon guerrier;

Incruenti e miti allori

Abbian l’arti ed il saper!

Benedica il Cielo e renda

Glorioso il patrio suol,

E pacifico risplenda

Sovra l’Austria ognora il sol!

4. Siam concordi, in forze unite

Del potere il nerbo sta;

Alte imprese fian compite,

Se concordia in noi sarà.

Siam fratelli, e un sol pensiero

Ne congiunga e un solo cor;

Duri eterno questo Impero,

Salvi Iddio l’ Imperator!

5. Presso a Lui, sposa beata,

Del Suo cor l’Eletta sta,

Di quei vezzi inghirlandata,

Che non temono l’età.

Sulla Mite in trono assisa

Versi il Cielo ogni suo don:

Salve Augusto, salve Elisa,

E d’Asburgo la Magion!

## Kirchenslawisch
Die kirchenslawische Version der Volkshymne nimmt nicht wie die anderen Versionen in allgemeiner Weise auf den Kaiser, sondern direkt auf Franz Joseph I. Bezug. Es handelt sich dabei um Russisch-Kirchenslawisch.
| Бо́жє хра́ни Фра́нц-Їѡ́сифа, Съ Нимъ Дєржа́вꙋ хра́ни всю̀! Да ны Си́лєнъ мꙋ́дро во́дитъ Ѻ҃нъ къ на́шємꙋ ща́стїю! Мы̀ Пра́дѣдѡвъ Є҃гѡ̀ Ѳрѡ́нꙋ Про́тивꙿ врагѡ́въ бꙋ́дємъ щи́тъ: Сꙋдба̀ вы́нꙋ є҃сть А҃ѵстрїи Съ До́момъ „Ха́бсбꙋргъ“ спо́єна. | Bože hrani Franc-Ïôsifa, Sǔ Nimǔ Deržavu hrani vsju! Da ny Silenǔ mudro voditǔ Onǔ kǔ našemu ščastïju! My Pradědôvǔ Egô Thrônu Protiv(ǔ) vragôvǔ budemǔ ščitǔ: Sudba vynu estǐ Aüstrïi Sǔ Domomǔ „Habsburgǔ“ spoena. |

## Kroatisch
Die kroatische Fassung der Volkshymne trug den Namen Carevka, also etwa "Kaiserhymne", oder Kraljevka (Könighymne).
Bože živi, Bože štiti

Cara našeg i naš dom.

Vječnom Ti ih slavom kiti,

Snagom Ti ih jačaj svom.

Ti nam sretne dane množi,

Habsburškoj ih kući daj,

S njenom snagom zauvijek složi

Hrvatske nam krune sjaj.

Ti u našim stvori grudma

Živi ponos, krotku ćud,

Da smo mili svijem ljudma,

Na poštenju prvi svud.

Ti nas krijepi svojom vjerom,

Ravnaj naše sreće brod,

Da nam pođe pravim smjerom

Sav naš složan mili rod.

No kad domu zlo zaprijeti,

»U boj!« zovne Kraljev glas,

Tad na ovaj poziv sveti

Lavom budi svaki nas,

Da pred stijegom našim gine

Dušman svaki, Bože daj!

A nad nama s nova sine

Blagog mira vedri sjaj!

Bože živi, srećom zlati

Kraljevski nam sjajni dom,

Naša ljubav nek ga prati

Do kraj međa žiću tom;

Blago, život Kralju svome

Svaki od nas rado daj,

Vječan bud na svijetu tome

Slavne naše krune sjaj.

## Polnisch
Der Titel der polnischen Fassung der Volkshymne war Hymn Ludowy, was ebenfalls „Volkshymne“ bedeutet.
1. Boże wspieraj, Boże ochroń

Nam Cesarza i nasz kraj,

Tarczą wiary rządy osłoń,

Państwu Jego siłę daj.

Brońmy wiernie Jego tronu,

Zwróćmy wszelki wroga cios,

Bo z Habsburgów tronem złączon

Jest na wieki Austrii los.

2. Obowiązkom swoim wierni

Strzeżmy pilnie świętych praw

W ich obronie niech się spełni

powołanie do cnych spraw!

Pomni, jak to skroń żołnierza

Świetnie zdobi lauru krzew

Nieśmy chętnie za Monarchę,

Za Ojczyznę mienie, krew!

3. Ludu pilnej pracy zbiory

Niech osłania zbrojna moc

Niechaj kwitną ducha twory

Niech rozświetla światło noc!

Austrii Boże daj wsławienie

Na szczyt chwały racz ją wznieść

Słońca swego skłoń promienie

Ku jej chwale, na jej cześć!

4. Spólność, jedność powołania,

Niech przenika wszystkek lud,

Bo złączonych sił działania

Zdolne przemóc wszelki trud.

Dążąc społem ku celowi,

Chciejmy bratnio siły zlać,

Szczęść Monarsze, szczęść Krajowi,

Austria będzie wiecznie trwać!

5. Przy Cesarzu mile włada

Cesarzowa pełna łask,

Cały lud Jej hołdy składa,

Podziwiając cnót Jej blask.

Franciszkowi Józefowi

I Elżbiecie, Boże szczęść,

Habsburskiemu szczęść Domowi;

Sława Jemu, chwała, cześć!

## Rumänisch
Doamne sânte, întăresce

Pră al nostru Împărat!

Să domnească ´nțelepțesce

Pe dreptate răzimat!

Părintescule-i coroane

Credincios să-i aperăm:

De-a Habsburgei nalte troane

Soartea noastră s’o legăm!

## Ruthenisch (Ukrainisch)
1. Боже, буди покровитель

Цїсарю, Єго краям!

Кріпкий вірою правитель,

Мудро най проводить нам!

Прадїдну Єго корону

Боронїм від ворога,

Тїсно із Габсбурґів троном

Сплелась Австриї судьба!

2. Чесно, вірно, право, щиро,

Довжність, правду бережім,

А в потребі з кріпков віров

Бодрим духом в бій ідїм!

Памятні на войнів славу,

Що красить їх хоругов,

За Цїсаря, за державу,

Жертвуймо майно і кров!

3. Що народу склали руки,

Війнів меч най стереже;

Сьвітло правди і науки

Темноту най розжене!

Щедро най на край спливає

Щастє разом з славою,

Миром сонце най сияє

На щасливу Австрию!

4. Разом кріпко ся держімо;

Згодов сильний буде люд;

Разом сили сполучімо,

Двигнем і найтяжший труд.

Згідні, єдні в спільній справі,

Цїль най буде всїм одна:

Щасть Цїсарю, щасть державі,

В вік постоїть Австрия!

5. При Цїсарю трон засїла,

Серцем, кровию рідня,

Цїсарева наша мила,

В невялу красу стрійна!

Що найвисшим щастєм сьвіту,

Дай їм, Боже, з небеси!

Франц Йосифа, Єльсавету,

Весь Габсбурский Дім спаси!

## Slowenisch
Der Titel der slowenischen Fassung der Volkshymne war Ljudska Himna, was ebenfalls „Volkshymne“ bedeutet.
Bog ohrani, Bog obvari

Nam Cesarja, Avstrijo!

Modro da nam gospodari

S svete vere pomočjo.

Branimo mu krono dedno

Zoper vse sovražnike,

S habsburškim bo tronom vedno

Sreča trdna Avstrije.

Za dolžnost in za pravico

Vsak pošteno, zvesto stoj;

Če bo treba, pa desnico

S srčnim upom dvigni v boj!

Naša vojska iz viharja

Prišla še brez slave ni:

Vse za dom in za cesarja,

Za cesarja blago, kri!

Meč vojščaka naj varuje

Kar si pridnost zadobi;

Bistri duh pa premaguje

Z umetnijo, znanostmi!

Slava naj deželi klije,

Blagor bod' pri nas doma:

Vsa, kar solnce se obsije,

Cveti mirna Avstrija!

Trdno dajmo se skleniti:

Sloga pravo moč rodi;

Vse lahko nam bo storiti,

Ako združimo moči.

Brate vode vez edina

Nas do cilja enega:

Živi cesar, domovina,

Večna bode Avstrija!

In s cesarjem zaročnica,

Ene misli in krvi

Vlada milo Cesarica,

Polna dušne žlahtnosti.

Kar se more v srečo šteti,

Večni Bog naj podeli:

Franc Jožefu, Lizabeti,

Celi hiši Habsburški!

## Tschechisch
Der tschechische Name der Volkshymne ist Lidová hymna, was ebenfalls "Volkshymne" bedeutet.
1. Zachovej nám, Hospodine

Císaře a naši zem

Dej, ať z víry moc mu plyne

Ať je moudrým vladařem

Hajme věrně trůnu Jeho

Proti nepřátelům všem

Osud trůnu Habsburského

Rakouska je osudem.

2. Plňme věrně povinnosti

Braňme právo počestně

A když třeba, s ochotností

V boj se dejme statečně

Na paměti věčné mějme

Slávu vojska vítěznou

Jmění, krev i život dejme

Za Císaře, za vlast svou!

3. Čeho nabyl občan pilný

Vojín zbraní zastávej

Uměním i vědou silný

Duch se vzmáhej, jasně skvěj

Bože račiž přízeň dáti

Naší vlasti milené

Slunce Tvé ať věčně svítí

Na Rakousko blažené.

4. Stůjme k sobě v každou chvíli

Svornost jenom moci dá

Spojené kde vládnou síly

Vše se snadno překoná

Když se ruka k ruce vine

Tak se dílo podaří

Říš Rakouská nezahyne

Sláva vlasti, Císaři!

5. Císaři po boku vládne

Rodem, duchem spřízněná

V kráse, která neuvadne

Císařovna vznešená

Bože račiž přízeň svoji

Habsburskému domu dát

Františkovi Josefovi

Alžbětě rač požehnat!
Aus der ersten Zeile der dritten Strophe „Čeho nabyl občan pilný“ – welche inhaltlich der betreffenden Zeile der deutschen Fassung, „Was des Bürgers Fleiß geschaffen“, entspricht – machte der tschechische Volkswitz durch Verschieben einer Silbe den Satz „Čehona byl občan pilný“ – „Čehona war ein fleißiger Bürger“. Entsprechend wurden allzu biedere und kaisertreue Zeitgenossen gerne mit der Bezeichnung „Čehona“ bedacht.
Die folgende Strophe wurde der tschechischen Fassung der Volkshymne nach Ende der Donaumonarchie von Monarchisten hinzugefügt:
| Rozpomeň se, Hospodine na svou nejvěrnější říš! Její sláva nepomine, vždy jí znovu obrodíš! Koruna dnes stále kryje, mocný panovníkův trůn! Navždy žije monarchie, Habsburský jí vládne dům! | (Entsinne Dich, Herr Deines allertreusten Reichs! Sein Ruhm wird nicht vergehen, Du wirst es stets neu erwecken! Die Krone bedeckt heute immer noch den mächtigen Herrscherthron! Ewig lebe die Monarchie, Beherrsche sie das Haus Habsburg!) |

## Ungarisch
Ungarn war seit 1867 nicht Teil des Kaiserreichs Österreichs. Entsprechend heißt es in der ungarischen Fassung király, König, nicht etwa császár, Kaiser.
Tartsa Isten, óvja Isten

Királyunk s a közhazát!

Erőt lelve a szent hitben

Ossza bölcs parancsszavát!

Hadd védnünk ős koronáját

Bárhonnét fenyítse vész!

Magyar honnal Habsburg trónját

Egyesíté égi kéz.
Im ungarischen Reichsteil wurde die Volkshymne dem Vernehmen nach dadurch parodiert, dass die Namen der Karten aus dem Kartenspiel (wie König, Dame, Bube, As) in aufsteigender und absteigender Folge gesungen wurden:
||: Hetes, nyolcas, kilences, tizes,

alsó, fölső, király, ász; :||

||: Disznó, király, fölső, alsó,

tizes, kilences, nyolcas, hetes. :||

## Volapük
In der Plansprache Volapük hieß die Volkshymne „Netahüm Löstänik“.
God sefomös, God jelomös

Limepi e kinänis!

Me yuf klöda odukomös

Nam lesapikün obis!

Kloni lefata oma ta

Neflens alik jülobsöd!

Lefümik lä tlon Habsburga

Löstakin oblibomöd!